# Озкан, Хюсеин
Хюсеин Озкан (тур. Hüseyin Özkan, ранее — Хаса́н Исаевич Бисулта́нов; род. 20 января 1972, Аргун, Чечено-Ингушская АССР) — турецкий дзюдоист и тренер, чемпион летних Олимпийских игр, серебряный призёр чемпионата мира 1999 года, чемпион Европы 1997 года, двукратный чемпион СССР, многократный чемпион Турции.

## Спортивная биография
Хасан Бисултанов родился в 1972 году в городе Аргун. В школе активно начал заниматься дзюдо и уже через пару лет выполнил норматив мастера спорта. После окончания школы был призван в армию, но при этом продолжал заниматься дзюдо и выступать на крупных международных соревнованиях. В 1990 и 1991 годах Хасан дважды становился победителем молодёжных чемпионатов СССР. В 1991 году Бисултанов стал чемпионом Европы среди юниоров. Спустя два года российский дзюдоист завоевал серебряную медаль взрослого чемпионата Европы. В 1994 году на территории Чечни началась война, и Хасан был вынужден покинуть родной город. Потеряв возможности для нормального тренировочного процесса, Хасан переехал в Турцию, где принял турецкое гражданство, а также сменил имя на Хюсеин Озкан.
В 1997 году Озкан впервые в карьере стал чемпионом Европы в категории до 65 кг. В 1999 году турецкий дзюдоист завоевал серебряную медаль на чемпионате мира и бронзу чемпионата Европы. В 2000 году Озкан принял участие в летних Олимпийских играх в Сиднее. В соревнованиях в категории до 66 кг Озкан довольно уверенно дошёл до финала соревнований. В решающем поединке турецкий дзюдоист иппоном победил француза Ларби Бенбудауда и стал олимпийским чемпионом — первым олимпийским чемпионом по дзюдо среди чеченцев.
После игр в Сиднее Озкан перенёс несколько серьёзных травм. Однако это не помешало ему вновь выиграть чемпионат Турции, а также стать бронзовым призёром чемпионата Европы 2003 года. В 2004 году Озкан не смог выступить на летних Олимпийских играх из-за очередной травмы.
Работает тренером в клубе «Коджаэли Бююкшехир Беледиеспор», юношеской и взрослой сборных Турции.

## Семья
Его младший брат Адлан является абсолютным чемпионом России по самбо, призёром чемпионатов России и Европы по дзюдо.